# Molophilus (Molophilus) ornithostylus
Molophilus (Molophilus) ornithostylus is een tweevleugelige uit de familie steltmuggen (Limoniidae). De soort komt voor in het Neotropisch gebied.